# Ichneutes pikonematis
Ichneutes pikonematis är en stekelart som beskrevs av Mason 1968. Ichneutes pikonematis ingår i släktet Ichneutes och familjen bracksteklar. Inga underarter finns listade i Catalogue of Life.